# Microlicia comparilis
Microlicia comparilis är en tvåhjärtbladig växtart som beskrevs av John Julius Wurdack. Microlicia comparilis ingår i släktet Microlicia och familjen Melastomataceae. Inga underarter finns listade i Catalogue of Life.